# Malthinus multinotatus
Malthinus multinotatus is een keversoort uit de familie soldaatjes (Cantharidae). De wetenschappelijke naam van de soort werd in 1929 gepubliceerd door Maurice Pic.